# A Le Monde listája az évszázad 100 legemlékezetesebb könyvéről
Az évszázad 100 könyve (Les cent livres du siècle) egy száz könyvből álló lista, mely a francia Fnac kiskereskedelmi lánc és a párizsi Le Monde című napilap közvélemény-kutatása révén állt össze 1999 tavaszán.
Egy könyvesboltok és újságírók által előzetesen összeállított 200 címből álló lista alapján szavazhatott 17 ezer francia olvasó a következő kérdésre: „Mely könyvek maradtak meg az emlékezetében?” (Quels livres sont restés dans votre mémoire?).
A lista ismert regények, verseskötetek és színművek mellett képsorokat is tartalmaz. A végső listában erős hangsúlyt kapnak a francia regények, melynek oka a vizsgált csoport demográfiai jellemzőiben keresendő, vagyis hogy a szavazók maguk is franciák voltak.

## Lista
| Szám | Cím                                                        | Szerző                              | Év        |
| ---- | ---------------------------------------------------------- | ----------------------------------- | --------- |
| 1    | Közöny                                                     | Albert Camus                        | 1942      |
| 2    | Az eltűnt idő nyomában                                     | Marcel Proust                       | 1913-1927 |
| 3    | A per                                                      | Franz Kafka                         | 1925      |
| 4    | A kis herceg                                               | Antoine de Saint-Exupéry            | 1943      |
| 5    | Az ember sorsa                                             | André Malraux                       | 1933      |
| 6    | Utazás az éjszaka mélyére                                  | Louis-Ferdinand Céline              | 1932      |
| 7    | Érik a gyümölcs                                            | John Steinbeck                      | 1939      |
| 8    | Akiért a harang szól                                       | Ernest Hemingway                    | 1940      |
| 9    | Az ismeretlen birtok                                       | Alain-Fournier                      | 1913      |
| 10   | Tajtékos napok                                             | Boris Vian                          | 1947      |
| 11   | A második nem                                              | Simone de Beauvoir                  | 1949      |
| 12   | Godot-ra várva                                             | Samuel Beckett                      | 1952      |
| 13   | A lét és a semmi                                           | Jean-Paul Sartre                    | 1943      |
| 14   | A rózsa neve                                               | Umberto Eco                         | 1980      |
| 15   | A GULAG szigetvilág                                        | Alekszandr Iszajevics Szolzsenyicin | 1973      |
| 16   | Paroles                                                    | Jacques Prévert                     | 1946      |
| 17   | Szeszek                                                    | Guillaume Apollinaire               | 1913      |
| 18   | Kék lótusz                                                 | Hergé                               | 1936      |
| 19   | Anne Frank naplója                                         | Anne Frank                          | 1947      |
| 20   | Szomorú trópusok                                           | Claude Lévi-Strauss                 | 1955      |
| 21   | Szép új világ                                              | Aldous Huxley                       | 1932      |
| 22   | 1984                                                       | George Orwell                       | 1949      |
| 23   | Asterix, a Gall Asterix, a gall hős                        | René Goscinny és Albert Uderzo      | 1959      |
| 24   | A kopasz énekesnő                                          | Eugène Ionesco                      | 1952      |
| 25   | Három értekezés a szexualitás elméletéről                  | Sigmund Freud                       | 1905      |
| 26   | Opus nigrum                                                | Marguerite Yourcenar                | 1968      |
| 27   | Lolita                                                     | Vladimir Nabokov                    | 1955      |
| 28   | Ulysses                                                    | James Joyce                         | 1922      |
| 29   | A Tatárpuszta                                              | Dino Buzzati                        | 1940      |
| 30   | A pénzhamisítók                                            | André Gide                          | 1925      |
| 31   | Huszár a tetőn                                             | Jean Giono                          | 1951      |
| 32   | Belle du Seigneur                                          | Albert Cohen                        | 1968      |
| 33   | Száz év magány                                             | Gabriel García Márquez              | 1967      |
| 34   | A hang és a téboly                                         | William Faulkner                    | 1929      |
| 35   | Thérèse Desqueyroux                                        | François Mauriac                    | 1927      |
| 36   | Zazie a metrón                                             | Raymond Queneau                     | 1959      |
| 37   | Az érzések zűrzavara                                       | Stefan Zweig                        | 1927      |
| 38   | Elfújta a szél                                             | Margaret Mitchell                   | 1936      |
| 39   | Lady Chatterley szeretője                                  | D. H. Lawrence                      | 1928      |
| 40   | A varázshegy                                               | Thomas Mann                         | 1924      |
| 41   | Jó reggelt, búbánat                                        | Françoise Sagan                     | 1954      |
| 42   | A tenger csendje                                           | Vercors                             | 1942      |
| 43   | La Vie mode d’emploi                                       | Georges Perec                       | 1978      |
| 44   | A Sátán kutyája                                            | Arthur Conan Doyle                  | 1901-1902 |
| 45   | A sátán árnyékában                                         | Georges Bernanos                    | 1926      |
| 46   | A nagy Gatsby                                              | F. Scott Fitzgerald                 | 1925      |
| 47   | Tréfa                                                      | Milan Kundera                       | 1967      |
| 48   | A megvetés                                                 | Alberto Moravia                     | 1954      |
| 49   | Az Ackroyd-gyilkosság                                      | Agatha Christie                     | 1926      |
| 50   | Nadja                                                      | André Breton                        | 1928      |
| 51   | Sziget a Szajnán                                           | Louis Aragon                        | 1944      |
| 52   | A selyemcipő                                               | Paul Claudel                        | 1929      |
| 53   | Hat szerep keres egy szerzőt                               | Luigi Pirandello                    | 1921      |
| 54   | Állítsátok meg Arturo Uit!                                 | Bertolt Brecht                      | 1959      |
| 55   | Péntek vagy a Csendes-óceán végvidéke                      | Michel Tournier                     | 1967      |
| 56   | Világok harca                                              | H. G. Wells                         | 1898      |
| 57   | Ember ez?                                                  | Primo Levi                          | 1947      |
| 58   | A Gyűrűk Ura                                               | J. R. R. Tolkien                    | 1954-1955 |
| 59   | A Szőlőtőke                                                | Colette                             | 1908      |
| 60   | A fájdalom fővárosa                                        | Paul Éluard                         | 1926      |
| 61   | Martin Eden                                                | Jack London                         | 1909      |
| 62   | La Ballade de la mer salée (franciául)                     | Hugo Pratt                          | 1967      |
| 63   | Az írás nulla foka (franciául Le degré zéro de l'écriture) | Roland Barthes                      | 1953      |
| 64   | Katharina Blum elvesztett tisztessége                      | Heinrich Böll                       | 1974      |
| 65   | A Szirtiszek partvidéke                                    | Julien Gracq                        | 1951      |
| 66   | A szavak és a dolgok: A társadalomtudományok archeológiája | Michel Foucault                     | 1966      |
| 67   | Úton                                                       | Jack Kerouac                        | 1957      |
| 68   | Nils Holgersson csodálatos utazása Svédországon át         | Selma Lagerlöf                      | 1906-1907 |
| 69   | Saját szoba                                                | Virginia Woolf                      | 1929      |
| 70   | Marsbéli krónikák                                          | Ray Bradbury                        | 1950      |
| 71   | Le Ravissement de Lol V. Stein (franciául)                 | Marguerite Duras                    | 1964      |
| 72   | A jegyzőkönyv                                              | Jean-Marie Gustave Le Clézio        | 1963      |
| 73   | Tropizmusok                                                | Nathalie Sarraute                   | 1939      |
| 74   | Jules Renard naplója                                       | Jules Renard                        | 1925      |
| 75   | Lord Jim                                                   | Joseph Conrad                       | 1900      |
| 76   | Écrits (franciául)(angolul)                                | Jacques Lacan                       | 1966      |
| 77   | Színház és hasonmása                                       | Antonin Artaud                      | 1938      |
| 78   | Manhattani kalauz                                          | John Dos Passos                     | 1925      |
| 79   | Ficciones (spanyolul)(angolul)                             | Jorge Luis Borges                   | 1944      |
| 80   | A Halvaszületett                                           | Blaise Cendrars                     | 1926      |
| 81   | A halott hadsereg tábornoka                                | Ismail Kadare                       | 1963      |
| 82   | Sophie választása                                          | William Styron                      | 1979      |
| 83   | Cigányrománcok (spanyolul)                                 | Federico García Lorca               | 1928      |
| 84   | Pietr-le-Letton (franciául)                                | Georges Simenon                     | 1931      |
| 85   | Notre-Dame-des-Fleurs (franciául)                          | Jean Genet                          | 1944      |
| 86   | A tulajdonságok nélküli ember                              | Robert Musil                        | 1930-1932 |
| 87   | Fureur et mystère (franciául)                              | René Char                           | 1948      |
| 88   | Zabhegyező                                                 | J. D. Salinger                      | 1951      |
| 89   | Miss Blandish nem kap orchideát                            | James Hadley Chase                  | 1939      |
| 90   | Blake és Mortimer (képregény)                              | Edgar P. Jacobs                     | 1950      |
| 91   | Malte Laurids Brigge feljegyzései                          | Rainer Maria Rilke                  | 1910      |
| 92   | Módosulás                                                  | Michel Butor                        | 1957      |
| 93   | A totalitarizmus gyökerei                                  | Hannah Arendt                       | 1951      |
| 94   | A Mester és Margarita                                      | Mihail Afanaszjevics Bulgakov       | 1967      |
| 95   | The Rosy Crucifixion (angolul)                             | Henry Miller                        | 1949-1960 |
| 96   | A hosszú álom                                              | Raymond Chandler                    | 1939      |
| 97   | Amers (franciául)                                          | Saint-John Perse                    | 1957      |
| 98   | Gaston (franciául)                                         | André Franquin                      | 1957      |
| 99   | Vulkán alatt                                               | Malcolm Lowry                       | 1947      |
| 100  | Az éjfél gyermekei                                         | Salman Rushdie                      | 1981      |